# Катание на роликовых коньках
Катание на роликовых коньках (катание на роликах) — вид активного отдыха и спорта, в котором человек передвигается, либо выполняет элементы и трюки на роликовых коньках.
Роликовые коньки появились в Европе в XVIII веке. На сцене они были впервые применены балетмейстером Жан-Батистом Блашем в его балете «Польская молочница» для имитации движений фигуристов. В XIX веке катание на роликовых коньках получило довольно широкое распространение. В настоящее время миллионы людей каждый день катаются на роликовых коньках по всему миру.
В XXI веке катание на роликах представляет собой широкий диапазон направлений: как достаточно безопасный активный вид отдыха и как агрессивное экстремальное занятие, как любительский вид спорта и как спорт высоких достижений. Миллионы людей самых разных возрастов занимаются катанием на роликах самого различного уровня сложности и с самыми разнообразными целями. Ввиду своей травмоопасности катание на роликах не должно рассматриваться как детская игра.

## Фитнес
Первоначально катание на роликах не преследовало конкретных целей и служило лишь для активного отдыха, не отличаясь в этом от ледовых коньков.
Первые ролики не были приспособлены для передвижения по улицам, поэтому для катания служили специальные помещения с ровным полом. Катались, как и на льду, в случайном порядке или по кругу.
С развитием технологии и появлением полиуретановых колёс стало возможным катание по улицам. А само катание становится частью активного образа жизни наряду с оздоровительным бегом.

### Покатушки
Многие роллеры не ограничиваются катанием на замкнутых территориях и ограниченных площадях. Создаются целые сообщества, участники которых ставят своей целью преодоление протяжённых маршрутов по городу. Длина некоторых маршрутов может достигать 100 км, а продолжительность покатушек — 6 часов и более.
Наиболее часто покатушки начинаются днём или ближе к вечеру, а заканчиваются с наступлением сумерек. Однако есть и ночные покатушки, проходящие в тёмное время суток. Их участники надевают светоотражающую одежду и используют в движении фонарики и элементы световой сигнализации. Совсем редко бывают утренние покатушки.
Некоторые маршруты согласовываются заранее, другие — бывают спонтанны и могут изменяться в ходе самой покатушки. Одни и те же маршруты могут использоваться регулярно в течение продолжительного времени, некоторые, напротив, создаются для разового прохождения.
Регулярные покатушки и маршруты часто получают свои собственные имена. Наиболее известные в России:
- Пятничная Инлайн Ночная (ПИН) покатушка в Санкт-Петербурге;
- Пончиковая покатушка Архивная копия от 4 сентября 2013 на Wayback Machine. Проходит в Москве с 2010 года, регулярно, каждую субботу. Эта покатушка рассчитана на новичков и любителей спокойного городского катания. Финиширует на ВДНХ около кафе с пончиками.

### Игры на роликах
Простое катание можно разнообразить активными играми. Причём взрослые роллеры играми увлекаются не меньше, чем дети.
Для игры на роликах могут быть адаптированы практически любые подвижные игры. Наиболее привлекательны те из них, которые наиболее подходят под специфику передвижения на роликах — динамичность, подвижность, небольшой размер площадки. В отличие от спортивных, многие игры не требуют специально оборудованной площадки (кроме ровного покрытия) или спортивного инвентаря.

#### Колдунчики
Наиболее известной и популярной среди роллеров игрой является игра «колдунчики» (англ. catchskating), другое название — чай-чай-выручай.
Правила игры. Играют 2 команды. Первая команда — догоняющие («колдуны»), они осаливают игроков второй команды — убегающих. Осаленные игроки останавливаются на месте до тех пор, пока их не рассалит свободный игрок уже из своей команды. Задача догоняющих — осалить всех игроков другой команды, задача убегающих — как можно дольше остаться в игре (или продержаться определённое время).
Колдунчики очень популярны в среде роллеров, вне зависимости от уровня катания. По ним даже проводятся соревнования и турниры, в том числе международные.

## Скоростное катание
Скоростное катание подразумевает под собой катание на роликах на скорости выше средней скорости обычных роллеров. Часто такой стиль катания используют для активного отдыха в качестве разновидности обычного фитнесового катания. Однако есть и отдельная спортивная дисциплина — спидскейтинг (см. далее) — в которой целью является преодоление протяжённых дистанций на максимально возможных скоростях.
В более общем смысле под спидскейтингом иногда понимают катание на роликах на скоростях выше средних.

### Даунхилл
Даунхилл (англ. «склон») — разновидность скоростного катания на роликах, в котором движение происходит вниз с продолжительного склона. Особенностью такого катания является то, что роллеру не приходится прилагать усилий на разгон и поддержание скорости, концентрируясь только на управлении своим движением.
Даунхилл особенно популярен в городах и на трассах, где рельеф местности создаёт большие перепады высот.

## Агрессив
Агрессив, или агрессивное катание, представляет собой трюковое катание на специальных роликах, основой элементов которого являются скольжения (гринды и слайды) на различных частях роликового конька, которые могут дополняться исполнением акробатических трюков в воздухе.
Агрессивное катание начало активно развиваться с 1988 года, когда компания «Rollerblade» представила первые ролики для агрессива, и организовалось как спорт в начале 1990-х. В 1994 появилась Ассоциация Агрессивного Катания ASA, поставившая своей целью разработку правил и спортивного оборудования для первых соревнований. Первые соревнования прошли на летних Всемирных экстремальных играх (X-Games) в 1995 г., с тех пор агрессивное катание было включено во многие контесты и соревнования, проводимые по всему миру.
Новый вид спорта достиг своего пика популярности в конце 90-х, что нашло отражение во многих фильмах, таких как диснеевский Brink!
Трюки в агрессивном катании могут выполняться на специально оборудованных пандусах или на предметах городской инфраструктуры. Уличные агрессивщики выполняют больше скольжений и гриндов, тогда как у роллеров в рампе преобладают зависания в воздухе, позволяющие им выполнять различные акробатические трюки. Агрессивное катание в России культивируется на открытых площадках, в закрытых скейт-парках и на уличной инфраструктуре (перила лестниц, кромки гранитных или бетонных конструкций). Конструкция агрессивных роликов отличается от остальных моделей, по причине повышенных нагрузок на ботинки, колёса, подшипники.
Скольжение бывает двух видов:
- гринд — скольжение по металлическим трубам, перилам, граням, любой поверхности, которая скользит, на специальных выступающих пластиковых частях ролика (колёса не касаются поверхности);
- слайд — боковое скольжение по плоским поверхностям на колёсах.

Для повышения зрелищности используются грэбы — захваты одной рукой свободной ноги во время выполнения трюка.

### Стрит
В стритовом катании, также называемом фристайловым катанием (так как роллер не ограничен набором препятствий), трюки выполняются с использованием особенностей окружающей городской уличной инфраструктуры. Это могут быть поручни и перила, бетонные уступы и парапеты, ступени и скамейки. Стрит позволяет рассматривать всю улицу как одну большую полосу препятствий.
Важным аспектом в стритовом катании часто рассматривают творчество как способность роллера использовать всё, что встречается на его пути в качестве препятствий, буквально на ходу изобретая новые трюки, а не выполнять стандартные элементы на заранее заданных препятствиях, как в парковом катании или верте.

### Парк
Парковое катание выполняется в различных частных и общественных скейтпарках. Скейтпарки включают в себя плоскости и фигуры, не встречающиеся в обычных городских условиях, например, половины и четверти окружностей, изогнутые пандусы и т. п. Поэтому парковое катание отличается от уличного специфичным набором трюков, которые может выполнять роллер (например, скольжение по верхней части рампы). Этот вид катания часто подчёркивает техническую сторону выполнения элементов.
Наиболее сложными и высокооцениваемыми считаются серии трюков по нескольким препятствиям, выполняемые в одном движении.

### Верт
Верт — это катание внутри рампы, выполненной в форме полуокружности. Разгоняясь в рампе, роллер получает возможность взлетать в воздух в верхних точках. Катание верта основано на выполнении сложных акробатических элементов в воздухе, таких как вращения, сальто. Наряду с этим так же возможны скольжения по верхней части рампы.
Соревнования в верте имеют ограничение по времени на каждого участника, в течение которого они должны успеть выполнить максимальное количество сложных трюков.

## Фрискейт
Фрискейтное катание (англ. free — свобода, skate — катание) представляет собой передвижение на роликах с выполнением трюковых элементов в движении. Как правило, выполняется на улице, однако отдельные элементы могут практиковаться и в специально оборудованных местах.
Для занятий фрискейтом используются жёсткие и прочные ролики с удобным мягким внутренником и колёсами размером больше средних, позволяющие смягчать приземления и легко поддерживать скорость на прямых участках.
Фрискейтное катание содержат в себе как зрелищный, так и практический момент: например, роллер может использовать прыжки для преодоления препятствий на своём пути с целью сократить маршрут, скольжения в повороте — для изменения траектории движения при сохранении скорости, и т. д. Этим фрискейт отличается от агрессивного катания, в котором акцент делается именно на выполнение трюков, а не передвижении.
Фрискейт использует различные элементы и навыки, позволяющие быстро перемещаться, преодолевать встречающиеся на пути препятствия, а также быстро останавливаться и изменять траекторию своего движения. Для усиления зрелищности катания могут использоваться многочисленные усложнения, например прыжки с разворотом, торможения (слайды) на одной ноге, и т. п. Поэтому фрискейт совмещает в себе опыт агрессивного катания, спидскейтинга и спортивного катания.
Для катания фрискейта в полную силу требуются большие пространства с большим количеством препятствий, поэтому фрискейт катают на улицах. Однако отрабатывать отдельные элементы (прыжки, торможения) можно и на оборудованных площадках (роллердромах).

## Спортивное катание
Спортивное катание ставит катание на роликах в разряд спорта высоких достижений. Это означает, что в катании на роликах появляется явный соревновательный момент и повышается зрелищность самого катания, а сами роллеры ставят перед собой цель достижения новых высот.
Однако стили спортивного катания могут использоваться любителями, ставящими своей целью не высокие достижения, а разнообразие собственного катания.
Спортивное катание разделяется, прежде всего, по виду используемых спортсменами роликовых коньков и включает в себя более десятка видов и разновидностей.

### In-line-ролики
Данные виды катания получили наибольшую популярность и известность среди любителей в связи с тем, что используют традиционные ролики с 4 колёсами в ряд (англ. in line — «в линию») и доступны для освоения всем желающим без приобретения дополнительного снаряжения.

#### Слалом
Слалом — общее название ряда дисциплин, в которых задачей роллера является объезд небольших конусов (т. н. «баночек», «фишек», «стаканчиков»), расставленных в ряд на ровной площадке на равном расстоянии друг от друга. Различают следующие виды слалома.

##### Фристайл-слалом
Фристайл-слалом (стайл-слалом, артистик-слалом) — дисциплина, в которой на дорожках из конусов под музыку выполняется последовательность технико-артистических элементов. Внешне это напоминает необычный танец на роликах и фигурное катание одновременно.
По этой дисциплине проводятся соревнования вплоть до чемпионата мира. Время, установленное для каждого участника — 1 минута 30 секунд. Обычно выступление проходит на трёх параллельно выставленных дорожках по 20 конусов. Расстояния между конусами на них — 0,5, 0,8 и 1,2 метра, между дорожками — 2 метра.
Оцениваются сложность элементов и переходов между ними, скорость и аккуратность исполнения, соответствие музыке, дополнительные элементы (растяжки, шпагаты и т. п.) Из общей оценки вычитаются штрафы, которые назначаются за превышение времени и сбитые фишки.

##### Синхронный слалом
Синхронный слалом — это фристайл-слалом, в котором участники выступают парами. Дополнительными условиями в нём является слаженность движений роллеров.

##### Спид-слалом
В спид-слаломе, или скоростном (англ. speed — скорость) слаломе задача роллера — как можно быстрее проехать дорожку конусов на одной ноге.
20 конусов расставляются на расстоянии 80 см друг от друга, линия финиша находится также в 80 см от последнего конуса. На расстоянии 10 метров от первого конуса располагается старт.
Участники стартуют парами, проезжая по 2 параллельным дорожкам на время. Побеждает участник, опередивший всех в финальном заезде.

#### Слайды
Слайды — скольжение на роликовых коньках, при котором колёса скользящей ноги движутся перпендикулярно направлению движения.
Изначально слайды использовались как средство остановки, так как позволяют очень быстро сбросить скорость. В дальнейшем роллеры стали соревноваться в эффектных торможениях, что в итоге вылилось в отдельную спортивную дисциплину, в которой задачей является выполнить наиболее сложное, эффектное и длинное торможение.
Слайды различают по уровню сложности, который зависит от количества слайдящих ног (одна или обе) и колёс (четыре или одно). При оценке слайда оценивают вход в слайд (например, с прыжка, с разворота), умение чётко контролировать свои движения в слайде, делать вариации слайда, а также каскад (комбинацию) нескольких слайдов подряд в одном движении до полной остановки.

#### Прыжки в высоту
Прыжки в высоту (англ. jump) — роликобежная дисциплина, цель которой — взять с разбега максимальную высоту, после чего приземлиться обратно на ноги. Могут выполняться как с ровной поверхности, так и с трамплина и имеют много разновидностей.

##### Фри-джамп
Задачей роллера во фри-джампе является преодоление планки, выставленной на заданную высоту. Роллер должен не сбить планку и устоять на ногах после прыжка. На взятие высоты даётся несколько попыток, после чего не взявшие её роллеры выбывают из соревнования, и планка поднимается на 5-10 сантиметров. Побеждает тот, кто взял наибольшую высоту. Если осталось несколько участников, победителем считается тот, кто суммарно затратил меньше попыток за соревнование.
По фри-джампу проводятся соревнования разного уровня, вплоть до мировых. Рекорд прыжка в высоту на роликах на сегодняшний день составляет 161 см.
Разновидностью прыжков в высоту является «хай-джамп», в котором прыжок через планку осуществляется с трамплина высотой 60 см.

##### Стайл-джамп
В соревнованиях по стайл-джампу (англ. style — стиль) роллеры демонстрируют прыжки со вращениями, грэбами (захват одной ли двух ног руками), переворотами и т. п. Оцениваются сложность прыжка, техника исполнения, координация движений и общее впечатление от трюка.
Прыжки в стайл-джампе обычно осуществляются с трамплина, так как это даёт больше простора для осуществления различных трюков.

##### Прочие
- Пауэр-джамп — прыжки через фиксированную высоту на максимальное расстояние (в длину)
- Прыжки в высоту между двух планок, где нижняя с каждым разом поднимается, а верхняя — опускается

#### Скейт-кросс (блейдеркросс)
Скейт-кросс — это забег на роликовых коньках на среднюю дистанцию с препятствиями, аналогичный кроссу по пересечённой местности. На ровной асфальтированной трассе могут присутствовать естественные или искусственные неровности, радиусы разного размера и высоты, резкие смены направления движения, горки и спуски, и т. д.
Перед соревнованием роллеры по очереди проходят квалификацию — проходят трассу поодиночке на время. По результатам квалификации формируются группы для забегов по 4 человека, обычно начиная с четвертьфинала. Роллеры, выигравшие забег, составляют группу для забега более высокого уровня, и так далее до финала. Роллеры, победившие в финальном забеге, становятся победителями соревнований.

### Спидскейтинг
Спидскейтинг — спортивная дисциплина, аналогичная бегу на ледовых коньках.
Для занятий спидскейтингом существуют специальные модели роликов. Их основные отличия — в больших по размеру колёсах и более длинных рамах, позволяющих развивать большую скорость, и жёстком низком ботинке, дающем более точную передачу усилия и возможность задействовать при толчке мышцы голеностопа.
Спидскейтинг, как и многие другие спортивные роликобежные дисциплины, первоначально развивался как возможность тренироваться ледовому спорту в летнее время года. Однако стал настолько популярен, что многие роллеры, пришедшие в спидскейтинг, никогда в жизни не становились на ледовые коньки.
Спидскейтеры объединены в спортивные организации, которые обучают катанию, организуют соревнования и координируют развитие спидскейтинга в целом. В России спидскейтингом занимается Лига спидскейтеров.

### Лыжероллерные гонки
В данном виде спорта спортсмены используют специальные длинные двухколёсные роликовые коньки («лыжероллеры», или «скелетоны»), по характеристикам и стилю движения аналогичные обычным беговым лыжам. Спортсмены соревнуются в различных видах гонок (эстафета, на выбывание, спринт). Отдельным видом является летний биатлон (см. ниже).

#### Летний биатлон
Летний биатлон — это разновидность биатлона — вида спорта, сочетающего гонку со стрельбой из винтовки, в котором лыжная гонка заменена на гонку на лыжероллерах (как правило). Дисциплины, в которых соревнуются спортсмены, имеют те же названия, что и в зимнем биатлоне, однако имеются отличия в регламенте.

## Фигурное катание на роликах
Фигурное катание на роликах берёт своё начало из фигурного катания на ледовых коньках. Для катания используются специальные ролики, у которых вместо переднего колеса ставится маленькое неподвижное колёсико или тормоз. Они выполняют ту же функцию, что и зубчики на фигурных коньках.
Несмотря на общие черты, катание на роликах имеет свои отличия, например, возможно выполнить элементы, которые на льду выполнить не удастся.

### Танцы на роликах
Танцы на роликах получили большее распространение, чем танцы на ледовых коньках, где практически полностью трансформировались в фигурное катание. В основном это связано с тем, что ролики можно использовать там, где проходят обычные танцы. Использование роликовых коньков в танце расширяет возможности танцора, позволяя совершать необычные для простых танцев движения.
Как правило, для танцевальных номеров используются не инлайн-ролики, а квады, в которых широкие колёса расположены попарно, а носок оборудован специальным тормозом. Они позволяют более устойчиво и ровно стоять на ногах при выполнении движений.

## Командные виды спорта
Другой разновидностью спортивного катания являются командные виды спорта, в которых команды игроков выступают на роликовых коньках.

### Роллер-дерби
Роллер-дерби — контактный вид спорта между двумя командами из 5 роллеров. Игра проходит на треке овальной формы и делится в два периода по 30 минут. Движение на треке производится против часовой стрелки. В каждой команде один игрок является «джеммером», набирающим для команды очки, остальные 4 игрока являются блокирующими. Задачей блокирующих является не пропустить вперёд джеммера противника и одновременно дать дорогу своему игроку. Джеммеры стартуют позади блокирующих, их задачей является преодолеть «пробку» из блокирующих и обогнать игроков. За каждого пройденного блокирующего назначается очко.
Дерби зародился в Соединённых Штатах Америки в 1930-х годах и с тех пор стал популярен во многих частях света.
Роллер-дерби — преимущественно женский вид спорта, но также существуют соревнования среди мужских и смешанных команд.

### Хоккей на роликах (роллеркей)
Современные инлайн-ролики во многом обязаны своему развитию именно хоккею. Толчок их распространению был положен в 70-80х годах, когда хоккеисты из Минессоты, США, искали замену ледовым конькам для тренировок в летнее время года.
В дальнейшем роллеркей претерпел некоторые изменения по сравнению с привычным хоккеем и вылился в отдельную дисциплину.
В России ежегодно проводятся соревнования по роллеркею среди любительских команд. Профессиональной сборной по роллеркею (inline hockey) в России нет.

### Другие

#### Баскетбол на роликах (баскетролл)
Баскетролл — разновидность баскетбола (стритбола), в которой игроки перемещаются по площадке на роликовых коньках. Правила игры имеют свои особенности (например, отсутствует пробежка), в остальном они схожи с баскетбольными.
Игра зародилась в Америке на многочисленных городских баскетбольных площадках, когда американские роллеры стали играть в баскетбол, не снимая роликов.

#### Футбол на роликах (роллерсоккер)
Футбол на роликах аналогичен обычному футболу, только все игроки играют на роликовых коньках. Игра проходит на твёрдой площадке (асфальт или спортивный зал). Особенностью правил является то, что разрешена игра мячом от бортов, но запрещена игра руками даже вратарю.

## Экзотические виды

### Лимбо-скейтинг
Задачей в лимбо-скейтинге является преодоление на роликах как можно более низких препятствий. Особую популярность получил в Индии, где малолетние роллеры на квадах в положении «сидя на шпагате» проезжают под автомобилями, просвет которых может составлять менее 15 см.

### Внедорожное катание
Для катания вне асфальтированных дорог существуют специальные ролики с особо большим диаметром колёс (от 12.5 до 20 см). Они хорошо преодолевают неровности местности (большие трещины, камни, трава) и позволяют кататься по необорудованным грунтовым дорогам. В связи с тем, что катание по неплотному покрытию требует дополнительного усилия, в основном катанием вне дорог занимаются под уклон.

### Катание на лыжероллерах
Лыжероллеры представляют собой специальные длинные (от 50 до 80 см) рамы, на концах которых закреплены роликовые колёса, а при катании используются специальные палки, аналогичные лыжным. Такие ролики имитируют беговые лыжи и позволяют лыжникам осуществлять тренировки в бесснежный период года. Кроме того, среди спортсменов проходят специальные гонки на лыжероллерах (см. выше).
Катание на лыжероллерах проходят на специальных трассах с большими перепадами высот, имитирующими пересечённую местность. Для начинающих спортсменов и любителей, однако, вполне приемлемым является использование велосипедных, роликовых и асфальтированных беговых дорожек (если это позволяют соображения безопасности).
Кроме того, тренировка лыжного хода с палками возможна и используется некоторыми спортсменами и любителями также и с использованием обычных роликовых коньков «инлайн», а также специальных роликовых коньков типа Skike/Powerslide XC с пневматическими колёсами, позволяющими внедорожную езду (также выпускаются внедорожные лыжероллеры с колёсами аналогичной конструкции). Серебряный призёр Олимпиады-2002 Питер Шликенридер в своей книге «Лыжный спорт» и другие тренеры-специалисты, считают более целесообразным летние тренировки с имитацией лыжного конькового хода для начинающих спортсменов и любителей проводить именно на обычных фитнес-роликах с использованием лыжных палок. Североевропейский инлайн-скейтинг (роллерблейдинг) является перспективным видом фитнеса.

## Сообщества
Роллерспорт становится всё более популярным. Спидскейтинг, бег на роликовых коньках, является кандидатом для включения в олимпийскую программу.
Роликовые коньки становятся крайне популярным видом отдыха и поддержания физической формы, отдыхом в компании единомышленников. В крупнейших городах России уже сегодня насчитываются тысячи роллеров, проводятся регулярные соревнования и мероприятия, такие как  Пятничная Ночная inlinelife Архивная копия от 9 ноября 2014 на Wayback Machine в Санкт-Петербурге. В Киеве популярным является встреча рассвета на роликах — «Ямакаси» — участники на роликах добираются в условленное место с красивым обзором и вместе встречают рассвет, после чего разъезжаются по домам. Для совмещения катаний и прогулок созданы «сталкерские покатушки», которые соединяют в себе поездки в места с достопримечательностями или просто интересные, загадочные, красивые точки города. Для развлечения устраивают покатушку «куда-глаза-глядят» — ведущий меняется каждые 5 минут и выбирает абсолютно непредсказуемый маршрут.
В Москве в сезон практически каждый день проводятся «организованные покатушки» на роликах, как для новичков, так и для тех, кто давно катается.

### Сайты
- Лыжероллеры в РОССИИ Архивная копия от 22 ноября 2012 на Wayback Machine — сайт российских спортсменов-лыжероллеров
- Лыжероллеры в журнале «Лыжный спорт» Архивная копия от 5 декабря 2012 на Wayback Machine — новости о событиях в лыжероллерном спорте

### Видео
- Downhill Roller Архивная копия от 8 февраля 2020 на Wayback Machine — катание на роликах по дорогам в гористой местности
- Катание на внедорожных роликах Архивная копия от 29 ноября 2012 на Wayback Machine
- Конкурс танцев на роликах — танец на квадах
- Соревнования лыжероллеров Архивная копия от 7 октября 2016 на Wayback Machine — сюжет «Бюро новостей „Давеча“».